# Fred Richmond

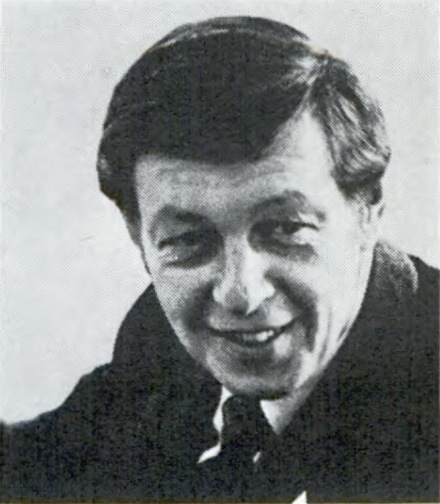
Fred Richmond

Frederick William „Fred“ Richmond (* 15. November 1923 in Boston, Massachusetts; † 28. Dezember 2019 in New York City, New York) war ein US-amerikanischer Politiker. Zwischen 1975 und 1982 vertrat er den Bundesstaat New York im US-Repräsentantenhaus.

## Werdegang
Frederick William Richmond wurde ungefähr fünf Jahre nach dem Ende des Ersten Weltkrieges in Boston im Suffolk County geboren. Er besuchte die Mattapan Elementary School und graduierte dann 1940 an der Roxbury Memorial High School. Danach ging er auf die Boston University, welche er 1945 mit einem Bachelor of Arts wieder verließ. Zwischen 1943 und 1945 diente er in der United States Navy. Anschließend war er als Geschäftsmann tätig. 1958 wurde er Deputy Finance Chairman im Democratic National Committee – eine Stellung, die er bis 1960 innehatte. Er hielt zwischen 1965 und 1975 den Posten als Budget Director im New York State Council on the Arts. Während dieser Zeit war er zwischen 1964 und 1970 New York City Human Rights Commissioner, dann zwischen 1970 und 1972 New York City Taxi and Limousine Commissioner und in den Jahren 1973 und 1974 New York City Councilman. 1964 nahm er als Delegierter an der Democratic National Convention teil. Politisch gehörte er der Demokratischen Partei in Atlantic City (New Jersey) an.
Bei den Kongresswahlen des Jahres 1974 für den 94. Kongress wurde Richmond im 14. Wahlbezirk von New York in das US-Repräsentantenhaus in Washington, D.C. gewählt, wo er am 4. Januar 1975 die Nachfolge von John J. Rooney antrat. Er wurde drei Mal in Folge wiedergewählt, trat allerdings während seiner letzten Amtszeit am 25. August 1982 von seinem Sitz zurück.
Er lebte zuletzt in einem Pflegeheim in Manhattan, wo er Ende Dezember 2019 im Alter von 96 Jahren starb.